# Mitologia de Creta
Creta é uma das macroilhas localizadas no mar mediterrâneo, especificadamente no mar Egeu. Segundo a mitologia, Creta possui uma longa intimidade com a história cósmica, especialmente com Zeus.

## Zeus

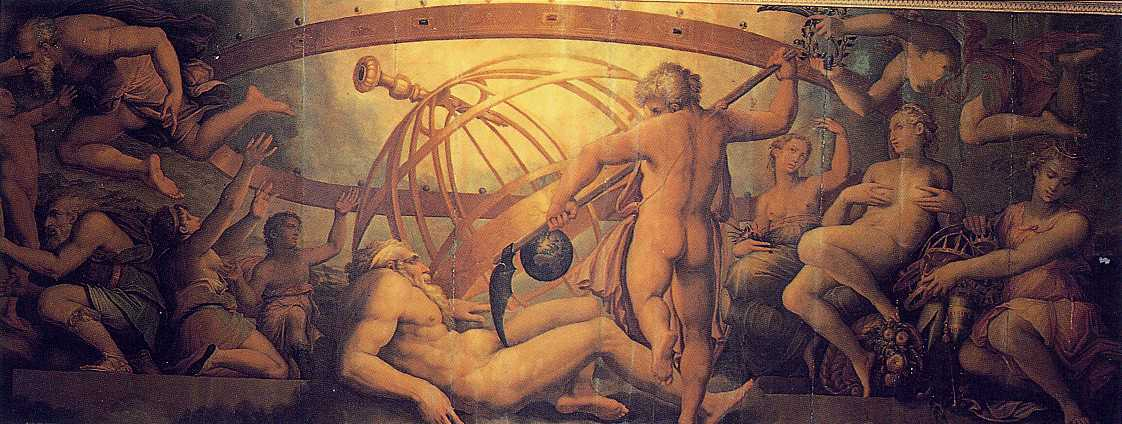
A mutilação de Urano por Saturno (Cronos).

Após Cronos ter castrado seu pai, o titã tornou-se o novo senhor dos céus e desposou sua irmã Reia. Um oráculo de seu pai profetizou que um de seus filhos iria destroná-lo, pelo que Cronos toda vez que sua esposa dava luz a um filho, o devorava. No entanto, Reia, triste com o destino de seus filhos, resolve não entregar seu último filho, Zeus. Reia, então, envia seu filho para Creta, onde é criado pela cabra Amalteia, e no lugar deste, entrega a Cronos uma pedra embrulhada. Anos depois, a cabra revela a Zeus sua origem e o fim de seus irmãos, o que provoca ódio no deus, a ponto de este aliar-se com sua tia titânide Métis, de quem recebe uma poção que Cronos deveria tomar para vomitar seus parentes. Cronos tomou a poção e com isso regurgitou seus filhos já crescidos que aliaram-se a Zeus contra Cronos. Este, a seu turno, aliou-se com outros titãs liderados por Atlas, o que deu início à titanomaquia ou Guerra dos Titãs. Para a derrocada dos titãs, Zeus libertou seus tios que haviam sido presos no Tártaro, os ciclopes e os hecatônquiros. Como resultado, os titãs foram completamente aniquilados e todos, exceto Atlas que recebeu o castigo de sustentar a abóbada celeste, foram enviados para o Tártaro, o que deixou o caminho livre para uma nova divisão celeste: Zeus tornou-se senhor dos céus e da terra, e seus irmãos Poseidon e Hades, tornaram-se senhores dos mares e do subterrâneo, respetivamente.

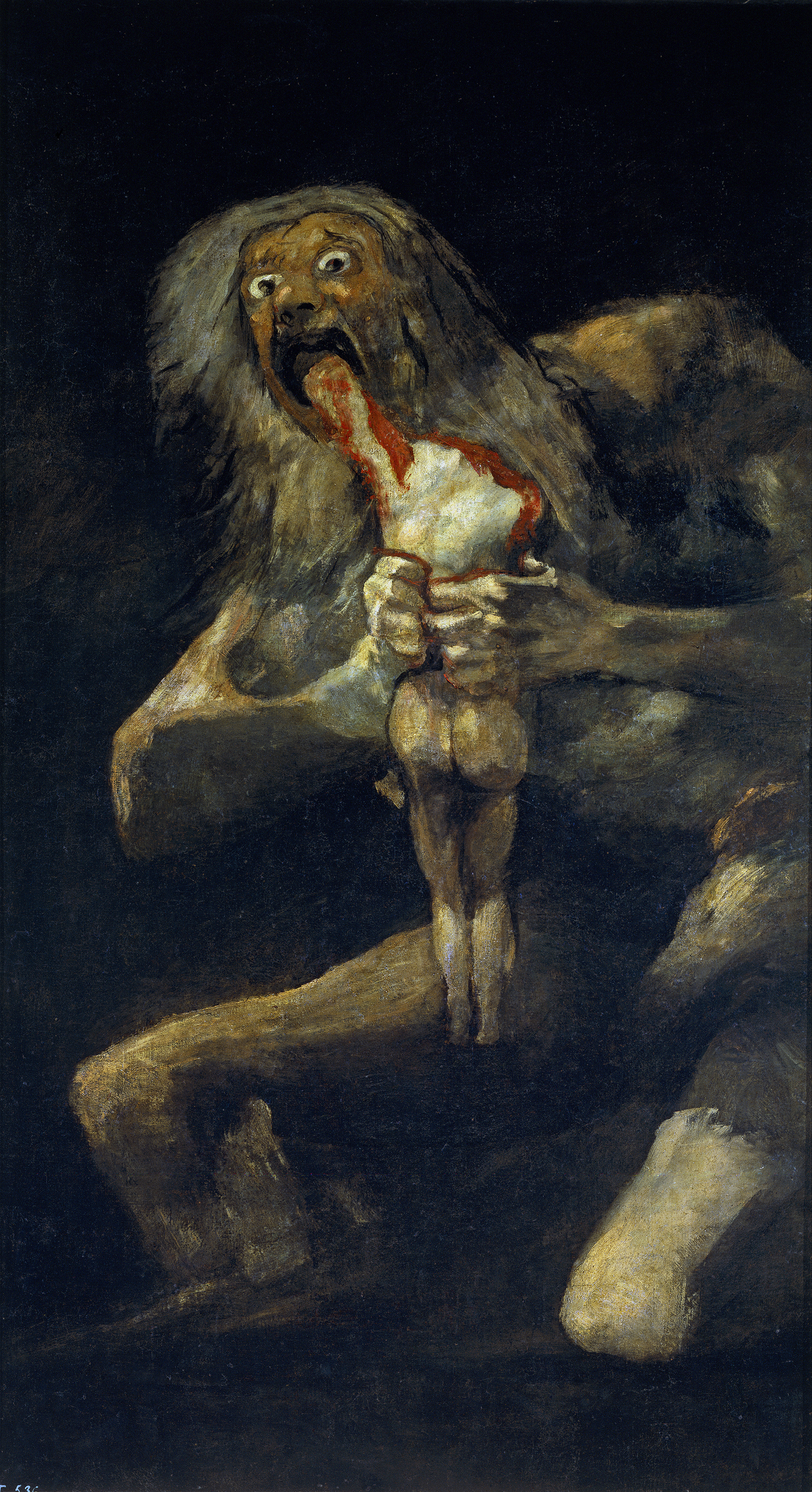
Saturno devorando seu filho.

### Atlas
Atlas tornou-se conivente com a causa titã na guerra cósmica, pois os deuses haviam destruído seu reino, Atlântida, um próspero reino insular que corrompeu-se, o que causou fúria entre os deuses, que enviaram um dilúvio para a região, a qual pereceu sob as águas. Muitos identificam que a erupção do vulcão Santorini e as respectivas consequências para a civilização minoica poderiam ser a origem do famoso mito de Atlântida.

## Reis de Creta

### Cres
Da união dos cuteres (deuses campestres que protegeram Zeus quando criança) e das irmãs hecatérides, surgiram os sátiros, as oréades e a tribo dos curetes, os primeiros cretenses. Essa tribo era formada por 100 jovens sendo que um deles, Cres, tornou-se rei de Creta. Cres reinou em Creta em 1 964 a.C. ou 1 887 a.C.. Segundo Jerônimo de Estridão, Cres era autóctone, e os curetes sequestraram e criaram Zeus.

### Téctamo

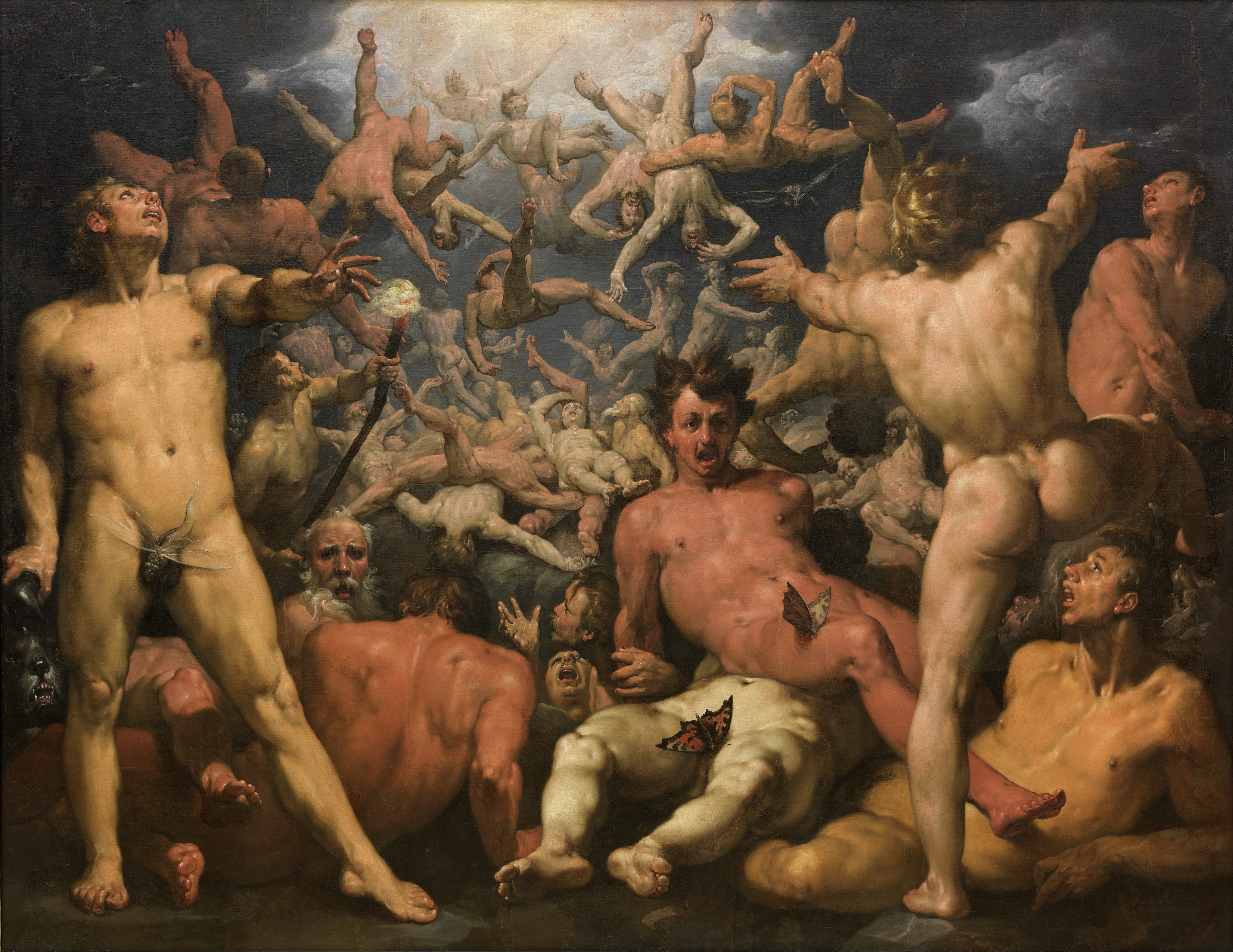
Queda dos Titãs.

Téctamo, oficialmente o primeiro rei cretense, filho de Doro, havia chegado na ilha com um grupo de eólicos e pelasgos e havia desposado a filha de Creteu que deu à luz seu filho e sucessor Astério.

### Astério
Durante seu reinado, Astério casou-se com a princesa Europa, filha de Agenor, rei da Fenícia, e irmã de Cadmo o fundador de Tebas, Fênix da Fenícia, Cílix da Cilícia e Tasos; havia sido raptada por Zeus em forma de touro e com ele havia tido três filhos: Radamanto, Sarpedão e Minos. Astério acabou por adotar as crianças.

### Licasto
Licasto, segundo certas fontes (entre elas Diodoro Sículo), foi um rei de Creta, de forma que houvesse em Creta dois reis de nome Minos; o primeiro era filho de Zeus e Europa; o segundo foi o senhor dos Mares. Segundo Diodoro, o primeiro Minos sucedeu a Astério no poder. Este casou-se com Ithone, filha de Lyctius, e desta união nasceu Licasto. Licasto casou-se com Idê, filha de Corybas e desta união nasceu o segundo Minos.

### Minos

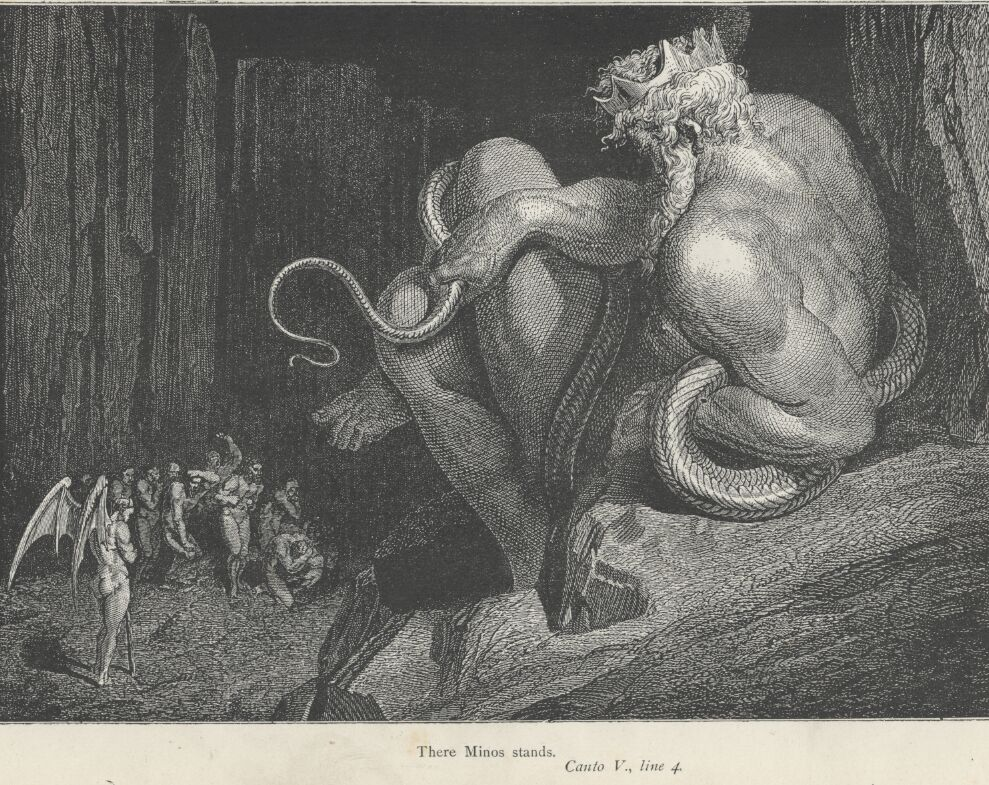
«Ali está Minos», A divina comédia (Inferno, canto V, linha 4).

Após a morte de Astério, houve uma rivalidade entre os filhos de Europa, pois estes haviam apaixonado-se pelo mesmo homem, Mileto, filho de Apolo e Aria, filha de Cleochus. Por Mileto preferir Sarpedão, Minos entrou em guerra aberta contra ambos, o que causou a fuga destes para a Cária. Segundo outra versão, o motivo da briga foi Atymnius, filho de Zeus e Cassiepea. Mileto fundou a cidade de Mileto e Sarpedão se aliou a Cílix, em guerra com os lícios. Outra versão afirma que Radamanto também foi exilado da ilha tendo ele ido para a Beócia, e seu irmão Sarpedão para a Anatólia onde conquistou os mílios e terminou como rei destes. Radamanto quando morreu tornou-se um dos três juízes do inferno.
Minos fez as leis dos cretenses, e se casou com Pasífae, filha de Hélio e Perseis, no entanto, segundo Asclepíades, Minos casou-se com Creta, filha de Astério. Seus filhos foram Catreu, Deucalião, Glauco e Androgeu, e suas filhas foram Acalle, Xenodice, Ariadne e Fedra; além destes, ele teve filhos com a ninfa Paria, Eurimedonte, Nephalion, Chryses e Philolaus, e com Dexithea ele teve o filho Euxanthius.
Pasífae havia enfeitiçado Minos para que sempre que tentasse traí-la, bestas sairiam do corpo de seu marido e matariam sua amante; no entanto, Minos acabou por ter um caso com Prócris, filha de Erecteu e esposa de Céfalo, que antes já havia se prostituído para Pteleon, e havia fugido para Creta quando foi descoberta. Minos ofereceu a ela um cachorro veloz e um dardo que jamais errava o alvo e esta, em troca, ofereceu a ele uma raiz que permitiria que fossem para cama. No entanto, temendo Pasífae, Prócris regressou para Atenas.

### O Minotauro e o labirinto
Minos ansiava governar sobre Creta, no entanto, seu reinado era constantemente contestado o que o levou a pedir que um touro emergisse do mar para ser sacrificado em sua homenagem, durante um sacrifício a Posidão; este atendeu o pedido, mas Minos, ao invés de sacrificar o touro, o colocou junto de seu rebanho e sacrificou outro touro no lugar. Em represália, Posidão fez com que o touro se tornasse selvagem e que Pasífae se apaixonasse por ele.

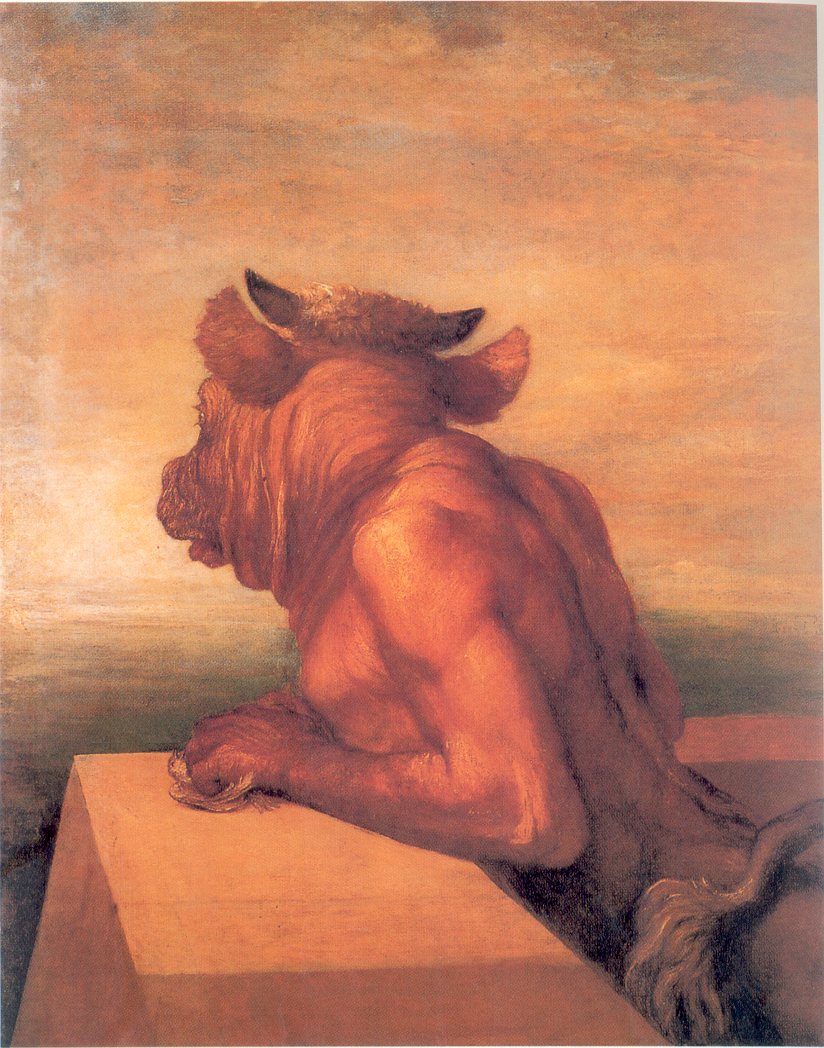
O minotauro.

Após ser banido de Atenas por ter assassinado Perdix, Dédalo, um  famoso arquiteto e inventor ateniense, refugiou-se em Creta e lá construiu um aparelho mecânico de madeira no formato de uma vaca para que Pasífae pudesse copular com o touro. Da união do touro com Pasífae nasceu Astério, mais conhecido como Minotauro (criatura metade homem, metade touro), que foi encerrado no labirinto construído por Dédalo a mando de Minos.

### Androgeu e o tributo de Atenas
Androgeu havia vencido todas as provas dos jogos panatenaicos suscitando a inveja do rei Egeu, que acaba por mandar assassinar o príncipe. Minos invade então a Ática mas não logra tomar Atenas. Reza a Zeus para que este provoque peste e fome à cidade. Com a derrota do rei Egeu, Minos impôs um tributo de sete rapazes e sete moças que deviam ser sacrificados ao Minotauro anualmente.

### Teseu e o minotauro
Teseu, filho de Egeu, decidiu voluntariamente ser um dos escolhidos para irem a Creta serem devorados pelo Minotauro, prometendo a seu pai que iria matá-lo e se voltasse vitorioso, o navio, que habitualmente possuía velas pretas, teria velas brancas. Chegando em Creta, os jovens e donzelas são exibidos a Minos, e, durante a exibição, Ariadne avista Teseu e acaba por apaixonar-se por ele. Com a promessa de que levaria Ariadne para Atenas, Teseu recebe dela um novelo de lã encantado (o fio de Ariadne) e uma espada, que Teseu usou para matar a fera. Em outra versão, o herói mata a criatura a socos; ainda segundo outra versão, foi com a espada de ouro de seu pai, que Teseu alcançou a vitória.

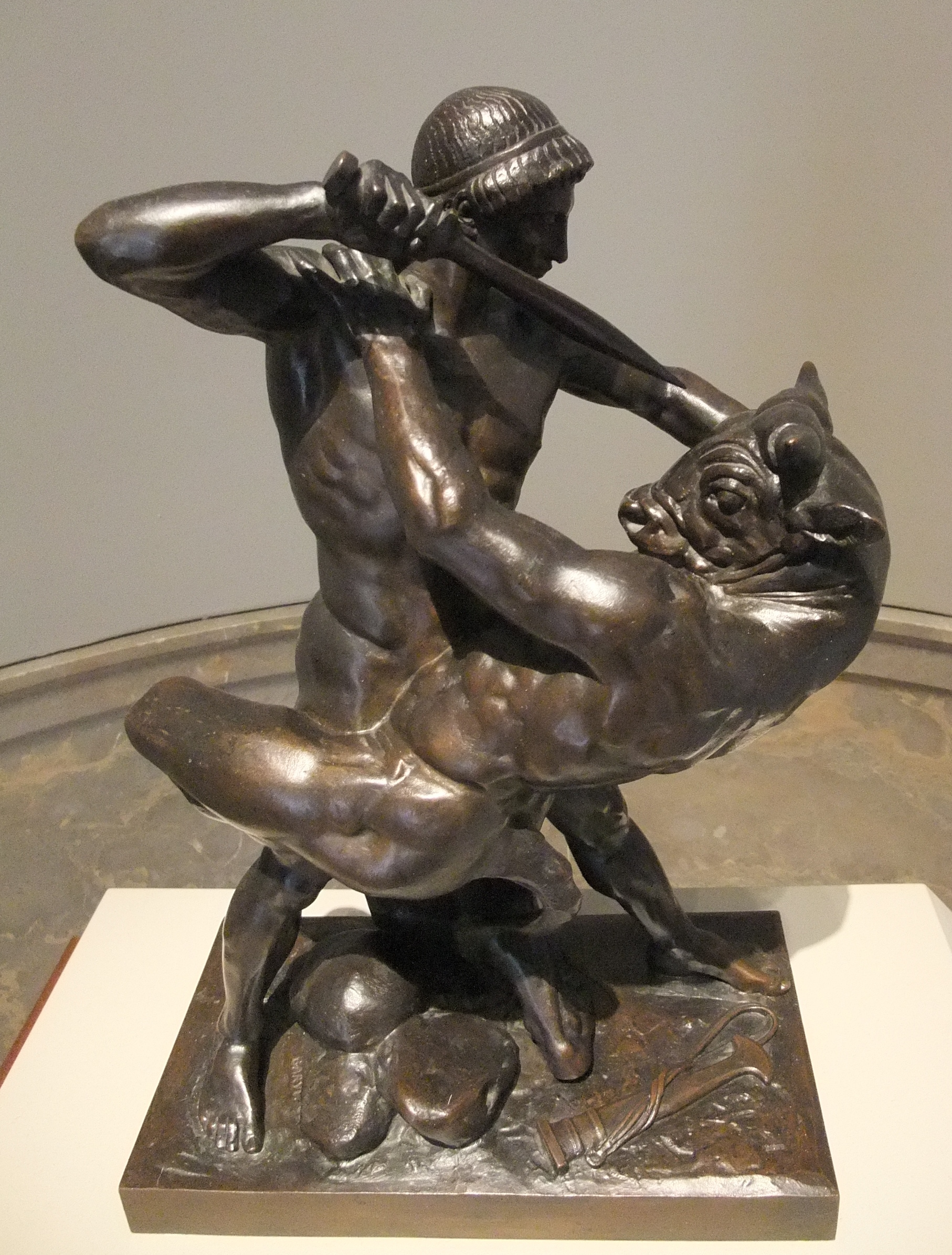
Teseu esfaqueando o minotauro.

Para não perder-se durante o caminho, Ariadne segurou uma das pontas do novelo que se desenrolava a medida que Teseu adentrava no labirinto. Uma versão alternativa diz que o novelo foi preso na porta do labirinto. No meio do labirinto Teseu matou a fera, libertou os atenienses e retornou pelo mesmo caminho por onde havia adentrado. Após o grandioso feito, Teseu foge para seu navio acompanhado de Ariadne e os atenienses, no entanto, não zarpa da ilha antes de fender o casco dos navios cretenses.
Durante a viagem de regresso Teseu aportou na ilha de Naxos para coletar água. Ariadne foi abandonada por Teseu na ilha, uma ocorrência para a qual há várias explicações: uma tempestade desviou o barco de Teseu; Minerva apareceu-lhe nos sonhos e ordenou que o fato fosse realizado; Teseu já era casado; Dioniso apaixonou-se por Ariadne, e acabou por enfeitiçar Teseu para esquecê-la; Dioniso ordena a Teseu que este abandone a jovem na ilha. Quando estavam próximos da costa de Atenas, Teseu tomado pela imensa alegria, esqueceu-se de trocar as velas do barco para brancas, fazendo com que Egeu, em um momento de desespero, se lançasse ao mar que hoje tem seu nome para homenageá-lo.

### Dédalo e Ícaro

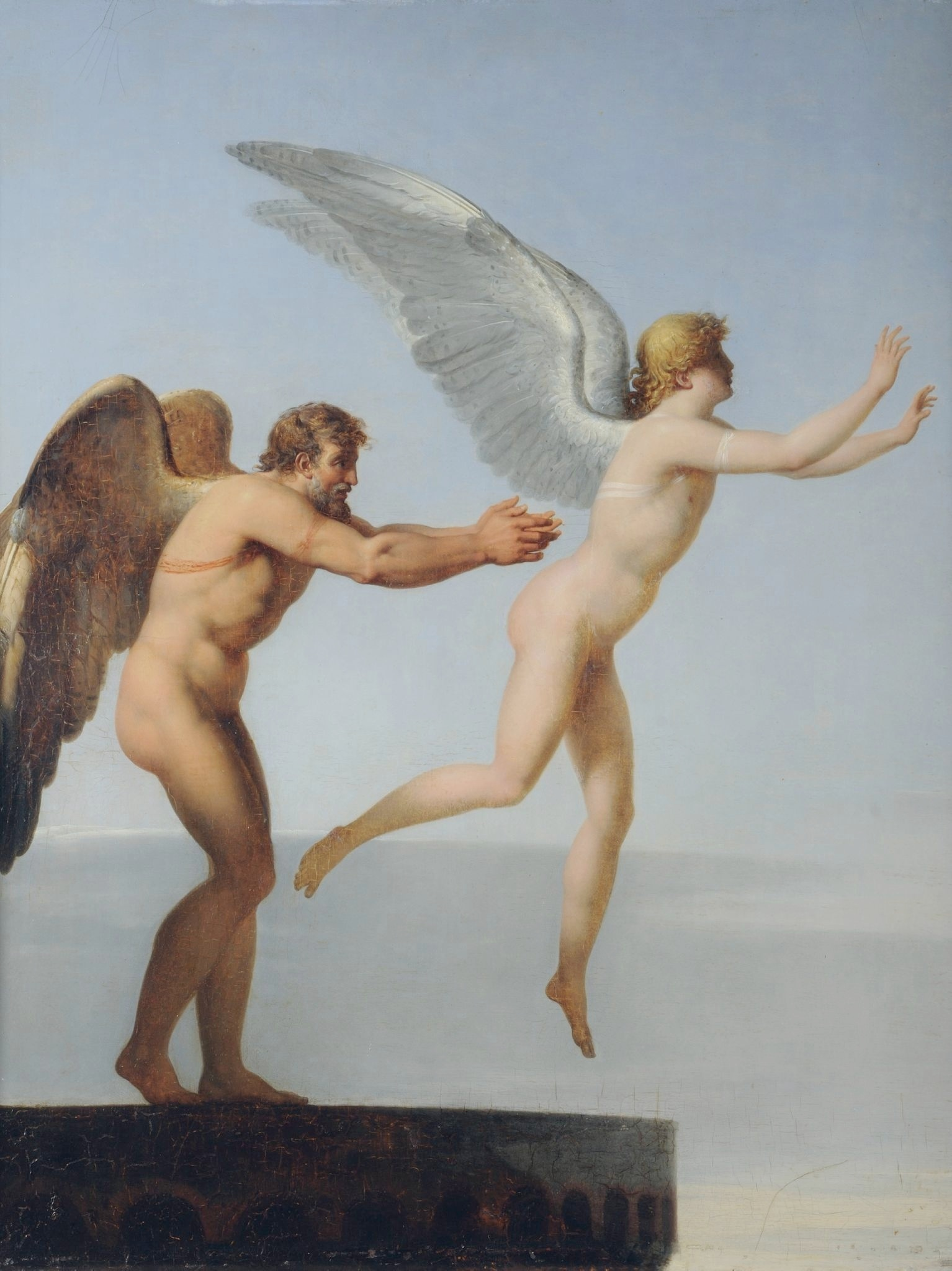
Dédalo e Ícaro.

Quando Minos descobriu que Dédalo tinha feito a vaca para Pasífae, este fugiu de Creta, com a ajuda da rainha. Ícaro (filho de Dédalo) foge com seu pai, mas acaba por morrer em um acidente naval na ilha que passou a se chamar Icária. Diodoro apresenta a versão alternativa de que Dédalo fugiu de Creta voando: com seu engenho inigualável, constrói para si e para seu filho dois pares de asas, ligadas com cera. Ícaro, deslumbrado com a beleza do firmamento, sobe demasiado e o Sol derrete a cera de suas asas, precipitando-o nas águas do mar Egeu, enquanto Dédalo consegue chegar à Sicília.

### Morte de Minos
Dédalo passou um bom tempo trabalhando para o rei Cócalo, construindo várias maravilhas. Minos, porém, quando soube que Dédalo tinha se refugiado na Sicília, resolveu fazer uma campanha contra a ilha. Desembarcando com uma grande força na ilha, no local chamado a partir de então de Heracleia Minoa, Minos demandou de Cócalo que entregasse Dédalo para ele ser punido, porém, o rei, trouxe Minos como convidado ao seu palácio, e assassinou-o durante o banho, fervendo-o em água quente. Cócalo devolveu o corpo de Minos aos cretenses, dizendo que ele tinha se afogado no banho; os cretenses o enterraram na Sicília, no lugar onde mais tarde foi fundada a cidade de Acragas, e lá seus restos ficaram até que Terone, tirano de Acragas, devolveu seus ossos para os cretenses.
Após sua morte, Minos tornou-se, assim como Radamanto e Éaco, um dos três juízes do inferno, sendo ele o juiz responsável pelo veredito final.

### Catreu

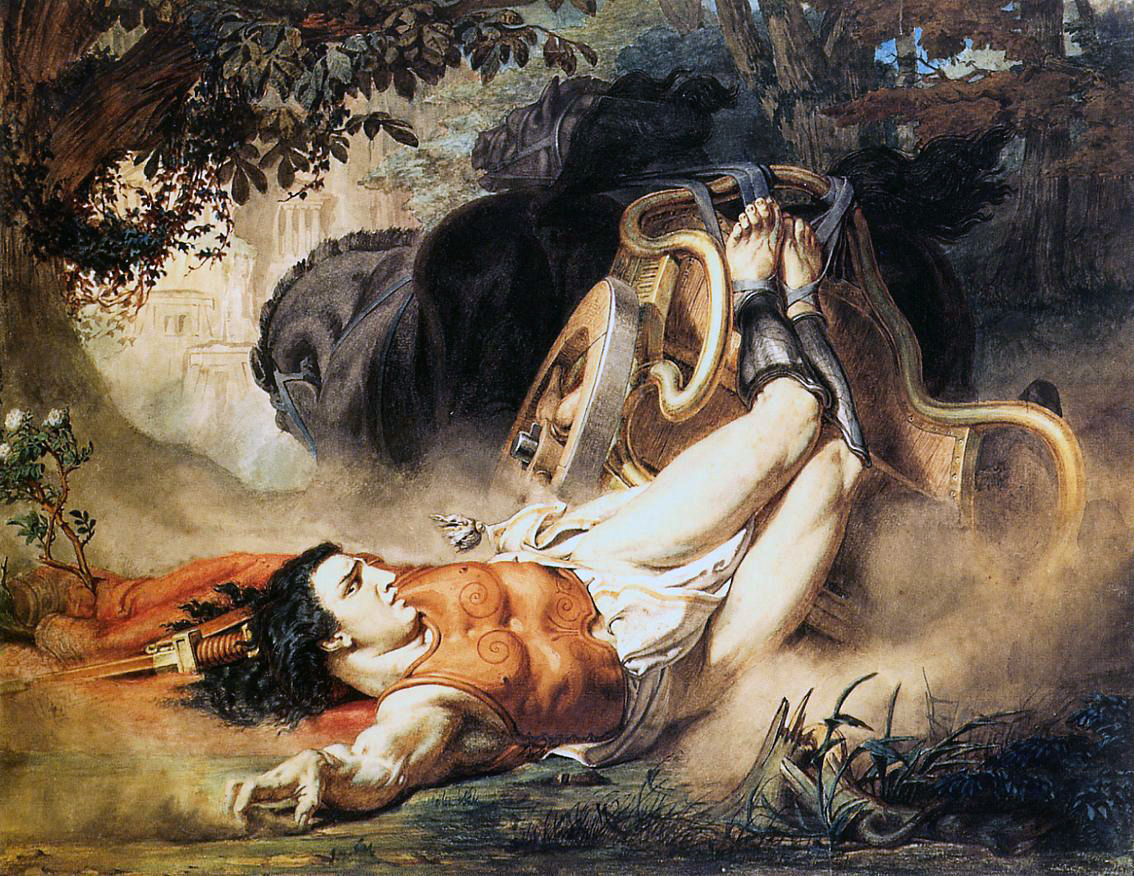
A morte de Hipólito

Catreu sucedeu a Minos como rei de Creta. Catreu tinha três filhas, Aérope, Clímene e Apemosyne, e um filho, Altémenes. Catreu perguntou a um oráculo como ele iria morrer, e este respondeu que ele seria morto por um de seus filhos. Altémenes soube do oráculo, e mudou-se com Apemosyne para Rodes, onde assassinou sua irmã aos chutes quando ela disse que tinha perdido a virgindade para Hermes. Aérope e Clímene foram entregues por Catreu a Náuplio para serem vendidas como escravas. Aérope se casou com Plístene, e deste casal nasceram Agamemnon e Menelau. Clímene se casou com Náuplio, com quem teve Oeax e Palamedes. Quando Catreu ficou velho, querendo legar o reino a seu filho Altémenes, viajou para Rodes, onde, confundido com um pirata, foi morto por seu filho, que se matou em seguida.

### Deucalião
Deucalião sucedeu a seu irmão no trono de Creta, além de ter sido ele o senhor que liderou as tropas cretenses, juntamente com seu filho Idomeneu, para a Guerra de Troia. Ele teve dois filhos legítimos, Idomeneu e Crete, e um ilegítimo, Molus. Foi durante seu governo que ocorreu o casamento entre sua irmã Fedra e Teseu. O casamento visava um fortalecimento das relações entre Creta e Atenas. Segundo Pseudo-Apolodoro, a ex-mulher de Teseu, Hipólita ou Antíope, irrompeu durante o casamento contra os convidados, ameaçando matar a todos; no entanto, rapidamente os convidados fecharam a porta na cara desta, que foi posteriormente assassinada. Outra versão conta que Teseu matou-a durante um combate.

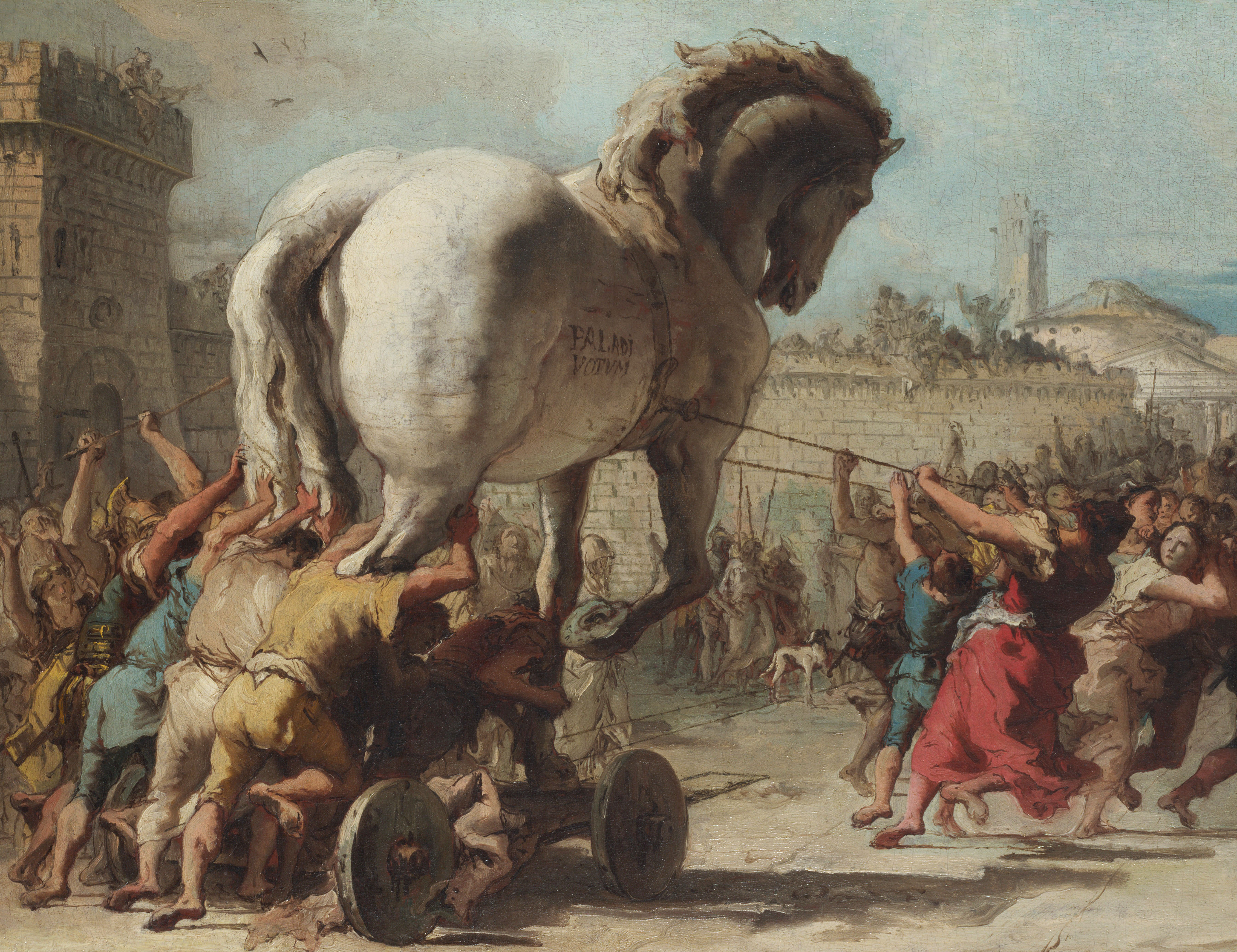
Cavalo de Troia

O filho de Teseu, Hipólito, não possuía interesse em contrair matrimônio, ou, ao menos, manter relacionamento com mulheres, tendo apenas a caça e os passeios no bosque como suas ocupações. Afrodite acabou por interessar-se pelo garoto, no entanto, este a repudiou o que provocou ódio na deusa que, para se vingar, fez com que sua madrasta se apaixona-se intensamente por ele, contudo, assim como fez com a deusa, Hipólito repudiou-a que para vingar-se dele, mentiu a Teseu afirmando que Hipólito tentou violentá-la. Teseu, enfurecido, expulsou seu filho da cidade e pediu a Posidão que o castigasse e o deus, respondendo ao pedido, fez com que um monstro terrível emergisse do mar enquanto Hipólito passeava de biga perto do mar, o que assustou os cavalos e provocou a destruição da biga e a morte do garoto. Hipólito, no entanto, acabou por ser ressuscitado por Ártemis com a ajuda de Esculápio. Fedra, ao perceber o que havia causado, suicidou-se por enforcamento.

### Idomeneu
Idomeneu foi um dos grandes heróis da Guerra de Troia. Foi um dos defensores principais quando a maioria dos outros heróis aqueus estava ferido, e chegou a lutar brevemente com Heitor, repelindo seu ataque. Ele foi um dos aqueus que entrou no Cavalo de Troia. Idomeneu matou treze homens e pelo menos uma amazona, Bremusa.
No regresso da guerra, a frota por ele comandada foi surpreendida por uma violenta tempestade. Idomeneu prometeu ao deus do mar, Posidão, o sacrifício do primeiro ser humano que encontrasse em terra em troca da salvação da sua vida. Quis o acaso que a primeira pessoa que avistou fosse o seu filho. Idomeneu não cumpriu a promessa, o que provocou a ira dos deuses, que lançaram a peste sobre Creta. Segundo Pseudo-Apolodoro, Idomeneu não voltou a reinar sobre Creta ao voltar da guerra. Em decorrência da praga que assolava Creta, os cretenses enviaram-no para um exílio na Calábria, Itália. Noutra versão, ele foi expulso de Creta por Leuco, que conspirou com a esposa de Idomeneu, Meda, para se tornar rei. Leuco, porém, matou Meda e sua filha Clisithyra, se tornou tirano de dez cidades de Creta, e expulsou Idomeneu quando este desembarcou na ilha.